# Nati nel 1902/Senza giorno specificato
| Questa pagina contiene informazioni ricavate automaticamente dalle voci biografiche con l'ausilio del template Bio e di un bot. L'aggiornamento è periodico e automatico e ricostruisce completamente la pagina. Se manca una persona in questa lista, sei pregato di non aggiungerla, ma accertati piuttosto che la sua voce biografica contenga il template Bio e che i dati anagrafici siano correttamente compilati. Se il template Bio manca, inseriscilo tu stesso o, in alternativa, metti l'avviso {{tmp\|Bio}} che ne segnala la mancanza. Se i dati riportati sono sbagliati, correggi direttamente la voce biografica; le modifiche saranno visibili in questa lista entro pochi giorni. Per chiarimenti vedi il progetto biografie. La lista contiene solo le 90 persone che sono citate nell'enciclopedia e per le quali è stato implementato correttamente il template Bio. Pagina aggiornata al 10 ago 2025. |

- Herbert Kenneth Airy Shaw, botanico e entomologo britannico († 1985)
- Charles Alfred Anderson, mineralogista statunitense († 1990)
- Arvid Andrén, archeologo svedese († 1999)
- Ludovic Augustin, tiratore a segno haitiano
- Wilfred Bennetto, insegnante e scrittore britannico († 1994)
- Cirillo Bertazzoli, pittore italiano († 1979)
- Paul Bredow, militare tedesco († 1945)
- Antonio Bresciani, pittore italiano († 1998)
- Giuseppe Caregaro, editore e fumettista italiano († 1963)
- Maria Chiappelli, scrittrice e traduttrice italiana († 1961)
- Giuseppe Cioni, artista, compositore e religioso italiano († 1963)
- Francesco Coccia, scultore italiano († 1981)
- Vittorio Cocever, pittore e ceramista italiano († 1971)
- Alberto Dalcò, stilista italiano († 1963)
- Francesco De Rocchi, pittore italiano († 1978)
- Cola Debrot, scrittore e poeta olandese († 1981)
- Milan Dedinac, poeta serbo († 1966)
- Louis Delaprée, sceneggiatore francese († 1936)
- Sam Dolgoff, attivista russo († 1990)
- Diógenes Domínguez, calciatore paraguaiano
- Massimo Dursi, giornalista, scrittore e commediografo italiano († 1982)
- Oskar Eberle, drammaturgo, regista e storico svizzero († 1956)
- Elvira Martinez y Cabrera, pittrice italiana († 1964)
- Carlo Esposito, giurista italiano († 1964)
- Wallace Klippert Ferguson, storico canadese († 1983)
- Tullio Figini, scultore italiano († 1971)
- Vladimir Fogel', attore sovietico († 1929)
- Gaston Fonjallaz, bobbista svizzero († 1963)
- José Fossa, calciatore argentino († 1967)
- Vittorio Frandoli, ingegnere e architetto italiano († 1978)
- Saulle Franzini, calciatore italiano († 1989)
- Gustav Fröhlich, nuotatore tedesco († 1968)
- Giovanni Fumagalli, calciatore italiano
- Eleonora Garnett, stilista estone
- Bento António Gonçalves, politico portoghese († 1942)
- Enzo Grazzini, giornalista e scrittore italiano († 1963)
- Hans Hess, bobbista tedesco
- Iacob Holz, calciatore rumeno
- John Jewkes, economista britannico († 1988)
- Helfrid Jordan, scrittrice svedese († 1985)
- Stanislao Klein, allenatore di calcio ungherese
- Enrique Labrador Ruiz, giornalista e scrittore cubano († 1991)
- Emanuele Leonardi, militare italiano († 1936)
- Jack Lewis, cavaliere irlandese († 1983)
- Liu Fameng, insegnante cinese († 1964)
- Ennio Maffiolini, velocista italiano († 1945)
- José Román Manzanete, medico spagnolo
- Mario Marega, missionario italiano († 1978)
- Stylianos Mavromichalis, politico greco († 1981)
- Robert Mellin, paroliere e compositore britannico († 1994)
- Manuel Mindán Manero, filosofo e presbitero spagnolo († 2006)
- Ross Nichols, storico delle religioni e poeta britannico († 1975)
- Ivan Semёnovič Nikitčenko, regista cinematografico e pittore sovietico († 1958)
- Elizabeth Nord, sindacalista statunitense († 1986)
- Giovanni Noto, incisore italiano († 1985)
- Santi Paladino, giornalista italiano († 1981)
- Pelegrina Pastorino, giornalista italiana († 1988)
- Giuseppe Pirandello, calciatore italiano († 1928)
- Ferdinando Poggi, architetto italiano († 1986)
- Maria Poliduri, poetessa greca († 1930)
- Maria Pospisilova, artista cecoslovacca († 1972)
- Georges Poulet, critico letterario belga († 1991)
- Pino Prati, alpinista italiano († 1927)
- Alfredo Pucci, compositore, direttore di banda e editore italiano († 1950)
- Ludviga Pukas, ucraina († 1984)
- Félix Quesada, calciatore spagnolo († 1959)
- Aldo Raimondi, pittore italiano († 1997)
- Lia Reiner, attrice italiana
- Francis Reynolds Shanley, ingegnere statunitense († 1968)
- Edith Rimmington, pittrice, poetessa e fotografa britannica († 1986)
- Rodgers e Hammerstein, compositore statunitense († 1979)
- Paul Rosenstein-Rodan, economista polacco († 1985)
- Josep Rovira, politico e rivoluzionario spagnolo († 1968)
- Rodolfo Rustichelli, architetto italiano († 1968)
- Giulia Scappino Murena, poetessa italiana († 1982)
- Ezio Serantoni, partigiano italiano († 1981)
- Enzo Silingardi, calciatore italiano († 1976)
- Ambrogio Sironi, liutaio italiano († 1939)
- Angiolino Spallanzani, pittore, scenografo e inventore italiano († 1974)
- Dionigi Superti, partigiano italiano († 1968)
- Anastasios Theodōrakīs, nuotatore e pallanuotista greco
- Pierluigi Torre, ingegnere italiano († 1989)
- Fermín Uriarte, calciatore uruguaiano († 1972)
- Johannes Vaes, mineralogista belga († 1978)
- Dionysios Vasilopoulos, nuotatore e pallanuotista greco († 1964)
- César Vásquez, pallanuotista argentino
- Mitzi With, schermitrice danese
- Zhang Junfeng, artista marziale cinese († 1974)
- Rashid III bin Humaid Al Nuaimi, politico emiratino († 1981)
- Nolasc del Molar, religioso spagnolo († 1983)